# NGC 2840
NGC 2840 is een balkspiraalstelsel in het sterrenbeeld Lynx. Het hemelobject werd op 10 maart 1790 ontdekt door de Duits-Britse astronoom William Herschel.

## Synoniemen
- UGC 4960
- MCG 6-21-25
- ZWG 181.32
- IRAS 09178+3534
- PGC 26445